# 가타노시역
가타노시역(일본어: 交野市駅)은 일본 오사카부 가타노시에 위치한 게이한 전기 철도 게이한 가타노 선의 철도역이다. 역 번호는 KH 65이며, 상대식 승강장 2면 2선의 구조를 갖춘 지상역이다.

## 타는 곳
| 1 | ■ 가타노 선 | 상행 | 히라카타시 · 요도야바시 · 나카노시마 선 · 데마치야나기 방면 |
| 2 | ■ 가타노 선 | 하행 | 기사이치 방면                                               |

## 이용 현황
| 연도별 1일 평균 하차 승차 인원 | 연도별 1일 평균 하차 승차 인원 | 연도별 1일 평균 하차 승차 인원 |
| 연도                           | 특정일                         | 특정일                         |
| 연도                           | 하차 인원                      | 승차 인원                      |
| ------------------------------ | ------------------------------ | ------------------------------ |
| 2000년                         | 11,078                         | 5,621                          |
| 2001년                         | -                              | -                              |
| 2002년                         | 10,534                         | 5,367                          |
| 2003년                         | 10,937                         | 5,541                          |
| 2004년                         | 11,288                         | 5,648                          |
| 2005년                         | 11,151                         | 5,651                          |
| 2006년                         | 11,188                         | 5,619                          |
| 2007년                         | 10,941                         | 5,502                          |
| 2008년                         | 11,721                         | 5,893                          |
| 2009년                         | 11,322                         | 5,494                          |
| 2010년                         | 10,658                         | 5,434                          |
| 2011년                         | 10,686                         | 5,374                          |
| 2012년                         | 10,433                         | 5,241                          |
| 2013년                         | 10,368                         | 5,184                          |
| 2014년                         | 10,498                         | 5,272                          |
| 2015년                         | 10,448                         | 5,190                          |

## 역 주변
역 서쪽에는 버스 교차로가 있으며, 동쪽에는 편의점이 있다. 15분 거리로 시영 종합 운동장과 체육관이나 다목적 운동장, 수영장 등이 있다.

## 인접 역
| 게이한 전기 철도 가타노 선 | 게이한 전기 철도 가타노 선 | 게이한 전기 철도 가타노 선     |
| -------------------------- | -------------------------- | ------------------------------ |
| KH 64 고즈 히라카타시 방면 | ■ 가타노 선                | 가와치모리 KH 66 기사이치 방면 |